# Sigvard Lillieborg
Stig Sigvard Bertil Lillieborg, född 30 december 1928 i Mullsjö, Nykyrka församling i dåvarande Skaraborgs län, är en svensk lärarutbildare och läromedelsförfattare.
Sigvard Lillieborg växte upp i Mullsjö, där fadern hade en järnhandel, och tog studenten i Jönköping. Han studerade sedan vid Lunds universitet där han tog en filosofisk ämbetsexamen och blev filosofie magister. Han var adjunkt vid Bromma läroverk/gymnasium 1954–1964 och metodiklektor i vid  Lärarhögskolan i Stockholm 1964–1983. 
Lillieborg har också gett ut läromedel, oftast i samarbete med andra författare som Bertil Borén och Olof Moll.
Han var från 1951 gift med Else-Marie Lillieborg (1928–2003) med vilken han har två barn.